# Maidan-Petrivskîi, Teofipol
Maidan-Petrivskîi (în ucraineană Майдан-Петрівський, poloneză Majdan Piotrowski) este un sat în comuna Oliinîkî din raionul Teofipol, regiunea Hmelnîțkîi, Ucraina.

## Demografie
Componența lingvistică a localității Maidan-Petrivskîi
     Ucraineană (100%)
Conform recensământului din 2001, toată populația localității Maidan-Petrivskîi era vorbitoare de ucraineană (100%).